# Moncalieri
Moncalieri je italijansko mesto z 58.230 prebivalci. Leži 8 kilometrov južno od Torina in je del dežele Piemont.